# Brandico
Brandico ist eine norditalienische Gemeinde (comune) mit 1731 Einwohnern (Stand 31. Dezember 2023) in der Provinz Brescia in der Lombardei. Die Gemeinde liegt etwa 15 Kilometer südwestlich von Brescia.

## Verkehr
Die nordwestliche Grenze der Gemeinde bildet die frühere Strada Statale 235 di Orzinuovi von Pavia nach Roncadelle.